# Temesvári Katonai Múzeum
A Temesvári Katonai Múzeum műemléknek nyilvánított múzeum Romániában, Temes megyében, a volt katonai kaszinó épületében. A romániai műemlékek jegyzékében a TM-II-m-A-06143 sorszámon szerepel.